# Long Range Desert Group
Long Range Desert Group (сокращённо LRDG, букв. «Группа дальней разведки пустыни») — разведывательно-диверсионное подразделение британской армии, существовавшее во время Второй мировой войны. Командующий германским Африканским корпусом фельдмаршал Эрвин Роммель считал, что LRDG «причиняет нам больше вреда, чем любая другая британская единица той же силы».

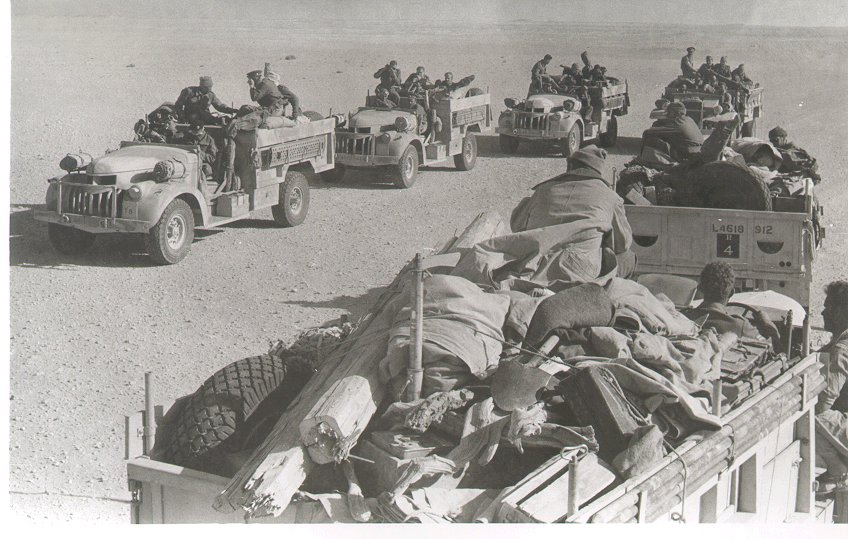
Грузовики LRDG в пустыне, середина 1942 года

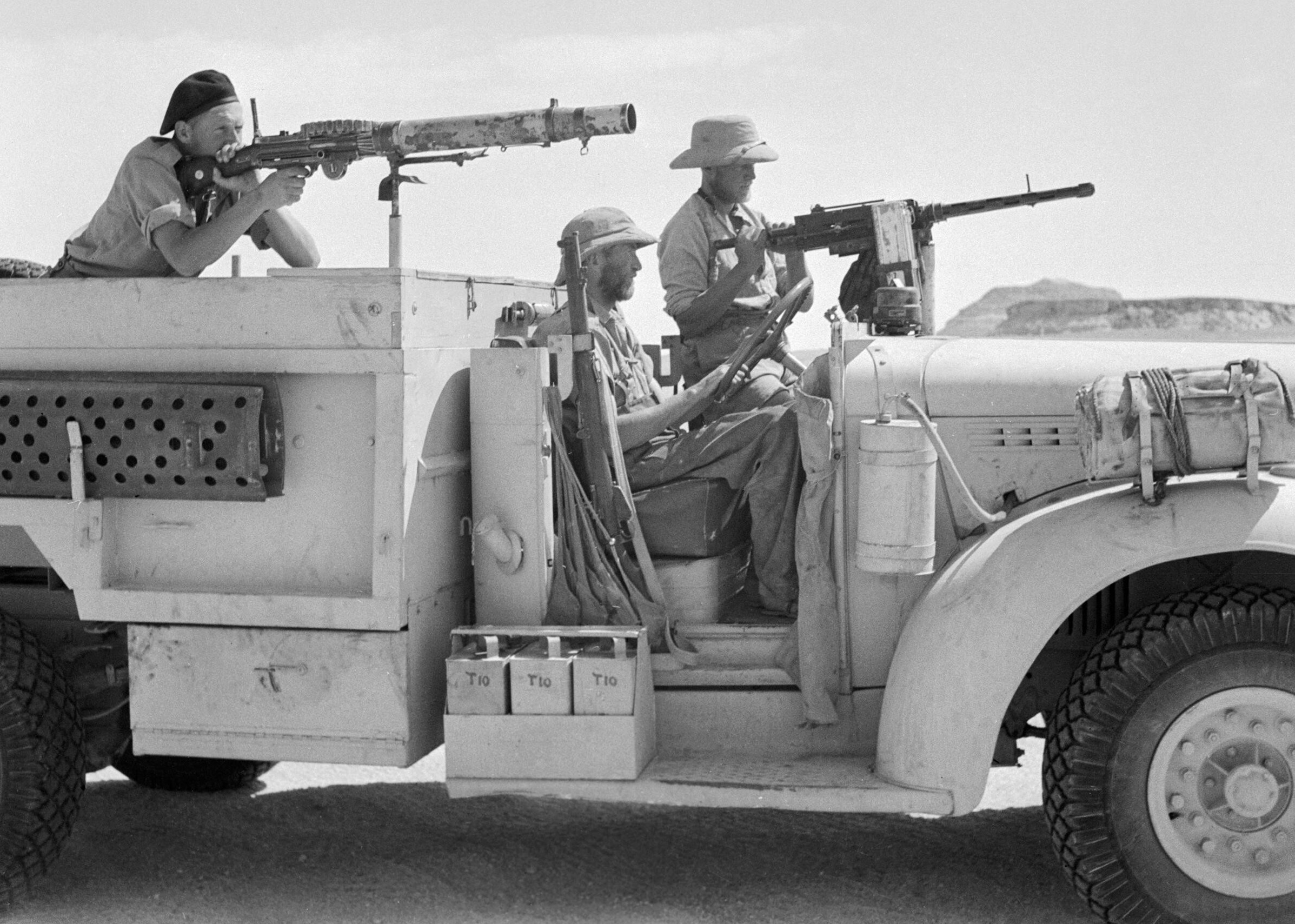
Грузовик LRDG с пулемётами

Первоначально подразделение называлось Long Range Patrol (LRP); было основано в Египте в июне 1940 года майором Ральфом Бэнголдом, действуя под общим руководством генерала Арчибальда Уэйвелла. Бэнголду помогали капитан Патрик Клейтон и капитан Билл Кеннеди Шоу. Сначала большинство солдат подразделения были из Новой Зеландии, но вскоре оно пополнилось солдатами из Южной Родезии и британскими добровольцами, после чего было сформировано новое подразделение, а его название было изменено на ставшее более известным «группа дальней разведки пустыни» (LRDG). LRDG никогда не насчитывала более 350 человек, и все они были добровольцами.
LRDG была сформирована специально для выполнения операций по проникновению в глубокий тыл, тайных разведывательных патрулей и разведывательных миссий за итальянскими линиями обороны, хотя иногда они участвовали и в боевых операциях. Поскольку члены LRDG были экспертами в пустынной навигации, они иногда назначались для руководства другими подразделениями, в том числе Особой воздушной службы и шпионских отрядов, действовавших в пустыне. Во время Североафриканской кампании в декабре 1940 — апреле 1943 годов автотранспортные средства LRDG постоянно действовали за линией фронта, бездействуя в общей сложности только 15 дней в течение всего этого периода. 
Возможно, их наиболее заметной наступательной операцией было участие в операции «Караван», нападении на город Барка в итальянской Ливии и его аэродром в ночь на 13 сентября 1942 года. Тем не менее их важнейшей задачей была «дорожная разведка», в ходе которой они тайно отслеживали перемещения по главной дороге из Триполи в Бенгази, передавая развединформацию в штаб британской армии.
После капитуляции немцев и итальянцев в Тунисе в мае 1943 года LRDG изменила своё первоначальное предназначение и переместила свои операции в восточное Средиземноморье, проводя операции на греческих островах, в Италии и на Балканах. После окончания войны в Европе командир LRDG сделал запрос в военное министерство, чтобы подразделение перевели на Дальний Восток для участия в операциях против Японии. Запрос был отклонён, и LRDG была расформирована в августе 1945 года.